# Vladimir Borisovič Fejnberg
Vladimir Borisovič Fejnberg (14 marzo 1892 – 1969) è stato un regista cinematografico sovietico.

## Filmografia (parziale)

### Regista
- Mertvaya dusha (in russo Мертвая душа?, Mertvaâ duša) (1930)
- Belyj kamen' (1931)
- Golos Tarasa (1940)[1]